# Doudrac
Doudrac é uma comuna francesa na região administrativa da Nova Aquitânia, no departamento Lot-et-Garonne. Estende-se por uma área de 8,82 km². Em 2010 a comuna tinha 98 habitantes (densidade: 11,1 hab./km²).